# Nina Elle
Nina Elle (* 28. April 1980 in Ludwigshafen) ist eine deutschamerikanische Pornodarstellerin.

## Leben
Elle hat einen amerikanischen Vater, ein Militärangehöriger, und eine deutsche Mutter. Bedingt durch die Stationierungen ihres Vaters wuchs sie in San Diego und Georgia auf. Im Alter von 23 und 27 Jahren unterzog sie sich jeweils einer Brustvergrößerung. Im Jahr 2007 zog sie nach Kalifornien und arbeitete dort zunächst als Tankstellenangestellte und später als zahnärztliche Assistentin. Aus Langeweile in ihrem Berufsleben begann sie im Alter von 32 zusätzlich als Webcam-Model und schließlich in der Hardcorebranche zu arbeiten. Anfangs drehte sie für eine Dauer von acht Monaten nur lesbische Szenen. Sie drehte bisher ca. 200 Filme u. a. für die Studios Brazzers, Reality Kings, Naughty  America, Digital Playground, Evil Angel Productions. Elle ist für ihre Darstellungen einer MILF bekannt. 
Im Jahr 2015 nahm sie auf der Webseite Funny or Die mit ihren Kolleginnen Mercedes Carrera und Nadia Styles an einem Video teil und kritisierte den Film Fifty Shades of Grey, dem sie vorwarf, frauenfeindlich zu sein, schlecht geschrieben zu sein und „Sex ohne Sex“ zu zeigen.
Sie ist seit etwa 2003 verheiratet.

## Filmografie (Auswahl)
- 2014: Dirty Rotten Mother Fuckers 8
- 2014: Dirty Santa
- 2014: Panty Pops 10
- 2015: Busty Cops On Patrol 2
- 2015: Face Fuck Me
- 2015: Fuck a Fan 25
- 2015: Titty Creampies 8
- 2015: POV Jugg Fuckers 6
- 2015: Teachers 2
- 2015: Throat Fuck Me 1, 2
- 2015: Kittens & Cougars 9
- 2015: Big Tits in Sports 15
- 2015: Nina Elle is the Archangel
- 2015: Perfect MILF
- 2015: POV Jugg Fuckers 6
- 2015: Smilf
- 2015: Titty Creampies 8
- 2016: Big Titty Fuck Dolls
- 2016: Cougar Creampie
- 2016: Seduced By a Cougar 45
- 2016–2018: Women Seeking Women 136, 153
- 2016–2018: Moms Bang Teens 16, 29
- 2016: Suck Balls 5
- 2016: Pornstar Paradise 1
- 2016: Lex the Impaler 9
- 2016: Hills Have Thighs XXX
- 2016: Overworked Titties 1
- 2016: White Mommas 6
- 2017: Face Fucked
- 2017: Milf Life Crisis
- 2017: My First Sex Teacher
- 2017: Dirty Wives Club 13
- 2017: Please Cum Inside Me 2
- 2017: Tonight’s Girlfriend 64
- 2017: Moms Suck Teens 3
- 2017: Big Wet Interracial Tits 2
- 2017: Teen Swap
- 2017: Mommy Needs Cock 7
- 2018–2022: Big Tit Cream Pie 43, 49
- 2018: Gorgeous MILF Gushers
- 2018: Hot Anal Creampie
- 2018: Seduced By Mommy 15
- 2018: Swallowed 21
- 2018: The Dark Side of Nina Elle
- 2019: Big Booty MILFs 3
- 2019: Gangbanged 10
- 2019: My First Sex Teacher 66
- 2019: Busty Housewives 8
- 2019: Freaky Milfs 3
- 2019: It's A Family Thing 3
- 2019: Lickety Lick
- 2019: Lesbians In Lingerie
- 2019–2021: My Friend’s Hot Mom 72, 78, 83, 100
- 2020: Cougar Lust 2
- 2020: Mrs. Creampie
- 2020: Stacked Moms 4
- 2020: She's the Boss 2
- 2020: Curved Cougars
- 2020: Busty MILFS
- 2020: MILF Performers Of The Year 2020
- 2020: Lesbian Work Ethics
- 2020: Huge Racks 3
- 2022: Love, Sex & Music

## Nominierungen/Auszeichnungen
- AVN Award
- 2015 Nominierung: Fan Award: Hottest MILF
- 2016 Nominierung: Best Three-Way Sex Scene - B/B/G, Nina Elle Is the ArchAngel (2015), Nominierung: Fan Award: Hottest MILF, Nominierung: Fan Award: Social Media Star, Nominierung: MILF Performer of the Year
- 2017 Nominierung: Best All-Girl Group Sex Scene, Hard Reign (2016), Nominierung: Best Three-Way Sex Scene - B/B/G, Bikini Sex Dolls (2016), Nominierung: MILF Performer of the Year
- 2018 * Nominierung: Best Three-Way Sex Scene - B/B/G, Milf Life Crisis (2017), Nominierung: MILF Performer of the Year, Nominierung: Most Outrageous Sex Scene, Jim Powers' Bukkake (2017)

XBIZ Award
- 2015 Nominierung: MILF Performer of the Year
- 2016 Nominierung: Best Scene - Feature Release, Stockholm Syndrome (2015), Nominierung: MILF Performer of the Year
- 2017 Nominierung: Best Scene - Vignette Release, Gonzo Story 2: Open House (2015), Nominierung: MILF Performer of the Year
- 2018 Nominierung: MILF Performer of the Year

Urban X Award
- 2018: Auszeichnung als MILF Performer of the Year[3]